# ريتا بيريرا
ريتا بيريرا (بالبرتغالية: Rita Pereira‏) الممثلة البرتغالية ونموذج. انها بدأت النمذجة في سن 22، قبل أن تصبح مذيعة تلفزيونية لالبرتغالي تلفزيوني الشباب سيك، على قناة SIC

## روابط خارجية
- ريتا بيريرا على موقع IMDb (الإنجليزية)
- ريتا بيريرا على موقع قاعدة بيانات الفيلم (الإنجليزية)